# 3756 Ruscannon
3756 Ruscannon este un asteroid din centura principală, descoperit pe 25 iunie 1979, de Eleanor Helin și Schelte Bus.